# Mion Mukaichi
Mion Mukaichi (向井地 美音, Mukaichi Mion), née le 29 janvier 1998 dans la préfecture de Saitama, est une chanteuse et actrice japonaise, membre du groupe AKB48 en tant que capitaine de l'équipe A,.
En tant qu'actrice, elle est surtout connue pour avoir incarné Mio Sato dans la série télévisée et les films Unfair.